# Archigol
Archigol es un programa de televisión chileno producido por Canal 13 (Deportes 13) y emitido por UCV Televisión, que muestra y hace memoria de encuentros de fútbol chileno e internacional transmitidos por Canal 13 desde la década de los años 1960 hasta la actualidad. Era conducido por el periodista deportivo Manuel Fernández.
Fue parte de una renovación general de la programación de UCV Televisión durante 2005 y su primera emisión fue el 5 de septiembre de 2005.

## Visión general
El programa ha mostrado resúmenes de partidos de fútbol históricos tanto a nivel nacional como la final de Copa Libertadores de 1991 entre Colo-Colo y Olimpia en que el primero resultó ser el campeón del certamen; e internacional Todos los encuentros que se muestran fueron transmitidos en su momento por Canal 13, que se encarga de la producción general del programa el cual se emite por UCV Televisión debido al convenio entre ambos canales.
En sus inicios y hasta el año 2006, y debido a la exclusividad de los derechos de la emisión de los partidos del campeonato nacional por parte de Canal 13 el programa también se dedicó a mostrar los goles de la fecha anterior del campeonato nacional al igual que el programa D13 Goles de Primera.
El inesperado éxito de Archigol tuvo repercusiones en ambas estaciones televisivas, ya que el programa se ha convertido en uno de los más vistos en la estación porteña que hicieron decidir a Canal 13 emitir el programa como una sección del programa D13 Full y también emitirlo a través de la señal Canal 13 Cable.

## Emisión
Desde su primer día de emisión, el lunes 5 de septiembre de 2005 hasta el viernes 10 de noviembre de 2006 el programa tuvo dos emisiones díarias: 19.30 a 20.00, y de 0.00 a 00.30. Desde el lunes 13 de noviembre de 2006 hasta febrero de 2007 estaba entre las 18.30 a 19.00, y desde febrero hasta abril de 2007, el programa volvió a su horario habitual de las 19.30; pero con una sola edición. 
Durante abril de 2007 fue sacado del aire para hacer espacio al programa Archihumor (destinado a recordar escenas humorísticas de programas de Canal 13 como Mediomundo y Nace una estrella). Durante julio de 2007 fue puesto de nuevo al aire en el horario de las 00.30.